# Stephen Martin
Stephen Alexander „Sam“ Martin MBE (* 13. April 1959 in Bangor, Nordirland) ist ein ehemaliger britischer Hockeyspieler, der mit der britischen Nationalmannschaft 1984 Olympiadritter und 1988 Olympiasieger war.

## Sportliche Karriere
Martin erhielt seine erste internationale Medaille bei den Olympischen Spielen 1984 in Los Angeles. Die Briten gewannen ihre Vorrundengruppe mit vier Siegen und einem Unentschieden gegen die Pakistanische Mannschaft, unterlagen aber im Halbfinale den Deutschen mit 0:1. Im Spiel um Bronze bezwangen die Briten die Australier mit 3:2. Bei den Olympischen Spielen 1988 in Seoul belegten die Briten in der Vorrunde den zweiten Platz hinter den Deutschen. Mit einem 3:2-Halbfinalsieg gegen die Australier erreichten die Briten das Finale und gewannen Gold mit einem 3:1-Finalsieg über die Deutschen. Martin wurde 1988 nur im Finale eingesetzt, als er in der Schlussminute für Richard Leman eingewechselt wurde. 1992 in Barcelona nahm Martin noch einmal an Olympischen Spielen teil, diesmal als Stammspieler. Die Briten belegten in der Vorrunde den dritten Platz hinter den Australiern und den Deutschen. In der Platzierungsrunde erreichten sie den sechsten Platz.
Stephen Martin trat in 94 Länderspielen für die Britische Nationalmannschaft an, vornehmlich bei Olympischen Spielen und bei der FIH Champions Trophy sowie bei den zugehörigen Vorbereitungsspielen. Bei Welt- und Europameisterschaften spielte Martin als Nordire für die Irische Nationalmannschaft, für die der Verteidiger 135 Länderspiele bestritt. Er nahm an drei Europameisterschaften teil, die beste Platzierung erreichte er 1987 in Moskau mit dem sechsten Platz. Die Iren qualifizierten sich auch für die Weltmeisterschaft 1990, dort belegten sie den zwölften und letzten Platz.
Stephen Martin spielte für den YMCA in Belfast und ist Absolvent der University of Ulster. Nach seiner aktiven Laufbahn war er in der Sportadministration in Ulster und später bei der British Olympic Association tätig. 2005 wechselte er als Geschäftsführer (Chief Executive) zum Olympic Council of Ireland.